# Bioessiccazione
La bioessiccazione è un trattamento di digestione aerobica dei rifiuti che viene condotto secondo la modalità del flusso unico, vale a dire che i RUR (Rifiuti Urbani Residui) vengono sottoposti a digestione aerobica senza alcuna operazione meccanica di pretrattamento, se non un'eventuale triturazione che serve ad aumentare la superficie di evaporazione e di scambio dei frammenti di materiale.
Durante un processo vengonocreate le condizioni ideali per la riproduzione e la crescita batterica termofila, senza l’utilizzo di reagenti chimici o di qualunque altro materiale che non sia il fango di depurazione o il rifiuto organico. Questa condizione porta all’incremento della temperatura all’interno del reattore fino a 65 °C in poche ore senza l’ausilio di fonti energetiche esterne. Queste condizioni, legate ad una corretta insufflazione di aria e a una corretta aspirazione del vapore acqueo formatosi nel reattore, permette di ottenere in poche ore un abbattimento dell’umidità del fango dal 80/75% fino al 20%.
I processi ossidativi innescati dai microrganismi sono accompagnati da rilascio di calore che induce una forte perdita di umidità (dell'ordine del 7-15 %, in funzione dell'umidità iniziale) e di peso con conversione di parte della frazione biodegradabile in anidride carbonica.
Nel materiale bioessiccato i processi fermentativi risultano inibiti, ma non si consegue la completa stabilizzazione del materiale a causa della ridotta durata del trattamento e della presenza di contaminanti inorganici (metalli, vetro, plastica ecc.).
In uscita dallo stadio biologico il materiale bioessiccato può essere sottoposto ad una fase di raffinazione mediante operazioni meccaniche (triturazione, vagliatura ecc.) finalizzate alla rimozione di metalli ed inerti.
Il materiale ottenuto presenta buon potere calorifico e, qualora raffinato, risponde alle caratteristiche di un CDR. È da rilevare che, rispetto a quello prodotto con le modalità del flusso separato, il CDR da bioessiccazione ingloba anche la frazione organica privata di gran parte dell'umidità. È quindi possibile conseguire maggiori rese percentuali (40- 50%) rispetto alla modalità tradizionale (25-35%), a parità di quantitativi di RUR in ingresso.
Lo stadio finale della produzione di CDR può prevedere, se richiesto, un trattamento finalizzato ad ottenere una determinata forma fisica (pellets, bricchette ecc) con cui viene conferito all'utilizzatore finale (cementifici, impianti dedicati di recupero energetico ecc.).
Se lo scopo del processo si limita invece all'ottenimento di un bioessiccato (BE), occorre tenere presente che il materiale non ha completato i processi di biodegradazione che risultano solo temporaneamente inibiti a causa del ridotto tenore di umidità che non consente un'adeguata proliferazione dei microrganismi.

## Applicazioni
Produzione di [CDR] o Bioessiccato (BE), con maggiore potere calorifico inferiore (PCI) dei RUR (Rifiuti Urbani Residui), in previsione di successivi utilizzi energetici.